# Curzio Longoni
Curzio Longoni (Milano, 24 aprile 1899 – ...) è stato un calciatore italiano, di ruolo difensore.

## Carriera
Proveniente dalla Palestra Ginnastica Fiorentina Libertas, venne aggregato alla Fiorentina dopo la fusione tra la sua società e il Club Sportivo Firenze. Disputò in stagione un'unica partita, l'incontro di Prima Divisione del 7 novembre 1926 contro la SPAL perso per 3-1. Venne ceduto dopo una stagione.
Fu però riacquistato dalla Fiorentina nella stagione 1928-1929, disputando 3 incontri nel campionato di Divisione Nazionale. Giocò una partita anche nella stagione successiva, prima di essere nuovamente ceduto.